# Capelles
Capelles és una masia situada al municipi d'Avinyó a la comarca catalana del Bages.